# Cottonwood Heights
Cottonwood Heights é uma cidade localizada no estado norte-americano do Utah, no Condado de Salt Lake.

## Demografia
Segundo o censo norte-americano de 2000, a sua população era de 27.569 habitantes.

## Geografia
De acordo com o United States Census Bureau tem uma área de 17,6 km², dos quais 17,6 km² cobertos por terra e 0,0 km² cobertos por água.

## Localidades na vizinhança
O diagrama seguinte representa as localidades num raio de 8 km ao redor de Cottonwood Heights.